# Dave Alexander (chanteur)
Pour les articles homonymes, voir Alexander.
Ne doit pas être confondu avec le bassiste Dave Alexander, ni avec l'acteur égyptien Omar Sharif
Dave Alexander, dit Omar Sharriff, est un chanteur-pianiste de blues américain, né le 10 mars 1938 à Shreveport (Louisiane) et mort le 8 janvier 2012 à Marshall (Texas).

## Style
Pianiste de blues virtuose, il intègre dans sa musique d'autres genres : jazz, gospel, soul. Sa voix grave de crooner et ses textes au pessimisme ambigu s'accompagnent d'un jeu incantatoire, avec des ruptures en forme de gags et des guirlandes dans le registre supérieur.